# L'Homme qui venait pour tuer
Pour plus de détails, voir Fiche technique et Distribution.
L'Homme qui venait pour tuer (L'uomo venuto per uccidere, Un hombre vino a matar) est un western spaghetti italo-argentin sorti en 1967, réalisé par León Klimovsky.

## Synopsis
Anthony Garrett est jugé coupable d'avoir volé un trésor appartenant à l'armée. Il parvient à s'enfuir tandis qu'on l'emmène en prison, et se lance à la recherche des vrais coupables et de ceux qui l'ont fait accuser.

## Fiche technique
- Titre français : L'Homme qui venait pour tuer
- Titre original italien : L'uomo venuto per uccidere
- Titre original espagnol : Un hombre vino a matar[1]
- Genre : Western spaghetti
- Réalisation : León Klimovsky
- Scénario : Odoardo Fiory, Brad Harris, Eduardo Manzanos Brochero, Luigi Mondello
- Production : Luigi Mondello, pour Copercines, Cooperativa Cinematogràfica, Nike Cinematografica
- Photographie : Julio Ortas
- Montage : Antonio Gimeno, Gian Maria Messeri
- Musique : Francesco De Masi
- Décors : Jaime Pérez Cubero
- Costumes : José Luis Galicia
- Maquillage : Carola Sesé
- Année de sortie : 1967
- Durée : 87 minutes
- Format d'image : 1.85:1
- Langue : italien, espagnol
- Pays de production :  Italie,  Argentine
- Distribution en Italie : Indipendenti Regionali
- Date de sortie en salle en France : 11 septembre 1968[2]

## Distribution
- Richard Stapley (sous le pseudo de Richard Wyler) : Anthony Garnett/Rattler Kid
- Jesús Puente : Alex Turner
- Brad Harris : Bill Manners
- Aurora de Alba : Inés
- Guillermo Spoletini : Riff
- Luis Induni : Vic
- Lucio De Santis : Jeff
- Feny Bemussi : Helen
- Conny Caracciolo : Jill Scott
- Miguel S. del Castillo : Sam Scott